# Апейрон
Апейрон (греч. ἄπειρον, «бесконечное, беспредельное») — понятие древнегреческой философии, введённое Анаксимандром, означающее неопределённое, беспредельное и бесконечное первовещество. Апейрон у Анаксимандра является основой мира и существует в вечном движении. Апейрон — это бескачественная материя; всё возникло путём выделения из апейрона противоположностей (например, горячее и холодное).
Согласно Александру Афродизийскому, апейрон — это нечто промежуточное между воздухом, водой, огнём и землёй. Пифагорейцы называли апейроном беспредельное бесформенное начало, которое вместе с противоположным ему «пределом» является основой сущего.
Некоторые историки философии, возводящие происхождение материализма к древнегреческим мыслителям, указывают, что понятие апейрон стало одним из первых выражений для идеи о неопределённой субстанции, в дальнейшем приведшей к возникновению философского понятия материи. При этом выделяются «две линии материализма»:
- Атомистическая, возводимая к Демокриту, — согласно которой материя дискретна, состоит из конечных определённых атомов, являющихся пределом делимости вещества;
- Возводимая к Аристотелю, — согласно которой материя есть сплошная неопределённая протяжённость, потенциально делимая до бесконечности. При учёте такого разделения, понятие апейрон оказывается, действительно, в некотором смысле предшественником аристотелевского определения материи.

## Интересные факты
Есть мнение, что понятие «апейрон» было введено не самим Анаксимандром, а Платоном или Аристотелем, пересказывавшими его учение. (Лебедев, 1978)
В серии произведений Александра Бушкова "Сварог" апейрон представляет собой некое излучение, используемое жителями фантастического мира Талара как неограниченный источник энергии.